# Herbert Brean
Herbert Brean, né le 10 décembre 1907 à Détroit dans le Michigan et mort le 7 mai 1973 aux États-Unis, est un journaliste et écrivain américain, auteur de roman policier.

## Biographie
Né à Détroit, il étudie à l’université du Michigan d’Ann Arbor dont il sort diplômé en 1929. Il travaille comme journaliste pour la United Press International à New York puis pour le journal Detroit Times (en). Il rédige également des articles pour les magazines Fortune, Time et Life.
En parallèle, il écrit des nouvelles pour les pulps et commence une carrière de romancier avec la parution d’un premier roman, Wilders Walk Away, en 1948, qui est finaliste du Prix Edgar-Allan-Poe du meilleur premier roman d’un auteur américain. En 1961, il est à nouveau finaliste du Prix Edgar-Allan-Poe, dans la catégorie meilleur roman d’un auteur américain avec The Traces of Brillhart, la première enquête du journaliste William Deacon. Ce titre est traduit en France dans la collection P. J. de l’éditeur Julliard en 1970 sous le titre L’Immortel.
Pour le film Le Faux Coupable (The Wrong Man), Alfred Hitchcock s'inspire du livre La Véritable Histoire de Christopher Emmanuel Balestrero de Maxwell Anderson et de l'article A Case of Identity (Un cas d'identité) écrit par Brean et paru dans Life le 29 juin 1953, deux textes qui relatent le drame vécu par la famille Balestrero au début de 1953. La série télévisée américaine Robert Montgomery Presents (en) s’inspire du même article pour l’épisode A Case of Identity diffusé en janvier 1954 et réalisé par le prolifique Norman Felton.
Brean a été membre des Mystery Writers of America et des Baker Street Irregulars, une société d’admirateurs de Sherlock Holmes.

## Œuvre

### Romans policiers

#### Série Reynold Frame
- Wilders Walk Away (1948)
- The Darker the Night (1949)
- Hardly a Man Is Now Alive  ou Murder Now and Then (1950)
- The Clock Strikes Thirteen (1952)

#### Série William Deacon
- The Traces of Brillhart (1960) Publié en français sous le titre L’Immortel, traduction de Daria Olivier, Paris, Julliard, coll. « P. J. », 1970
- The Traces of Merrilee (1966)

### Autres romans
- A Matter of Fact ou A Collar for a Killer (1956)

## Prix et distinctions
- 1949 : finaliste du Prix Edgar-Allan-Poe du meilleur premier roman d’un auteur américain pour Wilders Walk Away.
- 1961 : finaliste du Prix Edgar-Allan-Poe du meilleur roman d’un auteur américain pour The Traces of Brillhart.